# Guo Shiqiang
Dans ce nom, le nom de famille, Guo, précède le nom personnel.
Guo Shiqiang, (en chinois : 郭 士強), né le 8 juillet 1975 à Liaoyang en Chine, est un ancien joueur de basket-ball chinois, évoluant au poste de meneur devenu entraîneur.

## Biographie
Guo Shiqiang est nommé le 5 mai 2009 sélectionneur de la Chine, devenant le plus jeune technicien à diriger cette équipe.